# Taüts penjants

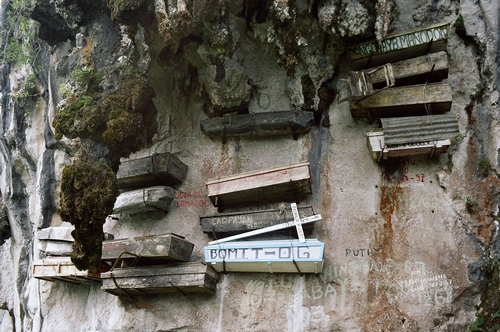
Taüts penjants a Sagada, província Muntanyosa a Filipines

Els taüts penjants són taüts que s'han col·locat en penya-segats. Es poden trobar en diversos indrets, com ara la Xina, Indonèsia i Filipines. A la Xina, se'ls coneix en mandarí com xuanguan (xinés simplificat: 悬棺 ; xinés tradicional: 懸棺 ; pinyin: guān Xuan) que significa 'penjar un taüt'.

## La Xina

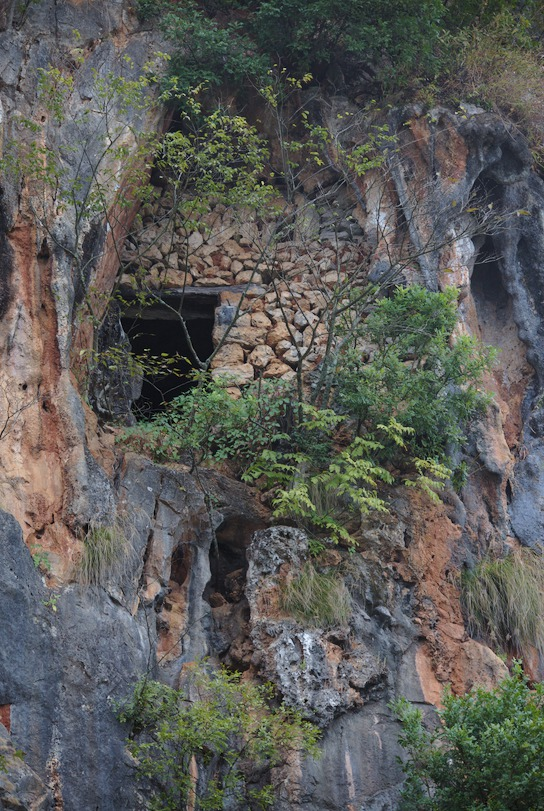
Una de les tombes penjades del Poble Ku de Bainitang (白 泥塘), Comtat de Qiubei, província de Yunnan, a la Xina

Els taüts penjants són un antic costum funerari d'algunes ètnies, sobretot l'ètnia Bo del sud de la Xina. Els taüts, de diverses formes, són, la majoria, tallats d'una sola peça de fusta, i es troben en bigues que es col·loquen cap a fora des de les cares verticals de les muntanyes, es deixen en coves a la cara dels penya-segats, o s'assenten en sortints de roques a les cares de les muntanyes.
Sembla que els taüts penjants es col·locaven així per a evitar que els cossos fossen capturats per animals, i també per a beneir l'ànima eternament. Espiritualment, la gent de Bo veia els penya-segats de la muntanya com una escala cap al cel i creia que en col·locar-ne els taüts al capdamunt, el mort estaria més a prop de la seua destinació. Una raó pràctica de col·locar els taüts als penya-segats era l'aïllament, perquè així eren menys vulnerables a la destrucció. Les ubicacions dels taüts penjants són:
- Fujian
  - Muntanya Wuyi
- Hubei
  - Comtat de Zigui[3]
- Jiangxi
  - Muntanya Longh, 20 km al sud-oest de la ciutat de
  - Yingtan (gent de Guyue)
- Sichuan
  - Comtat Gonxian de Yibin, sud-oest de Sichuan (poble de Bo)
  - Qutang Gorge, una de les Tres Gorges
- Guangxi
  - Els penya-segats del riu Hongshui del Comtat de Donglan, amb taüts penjants construïts pel poble Buyang
- Yunnan
  - Penya-segats al sud-est de Bainitang (白 泥塘), Comtat de Qiubei, Prefectura autònoma zhuang i miao de Wenshan (poble Ku, descendents de Bo de Sichuan)

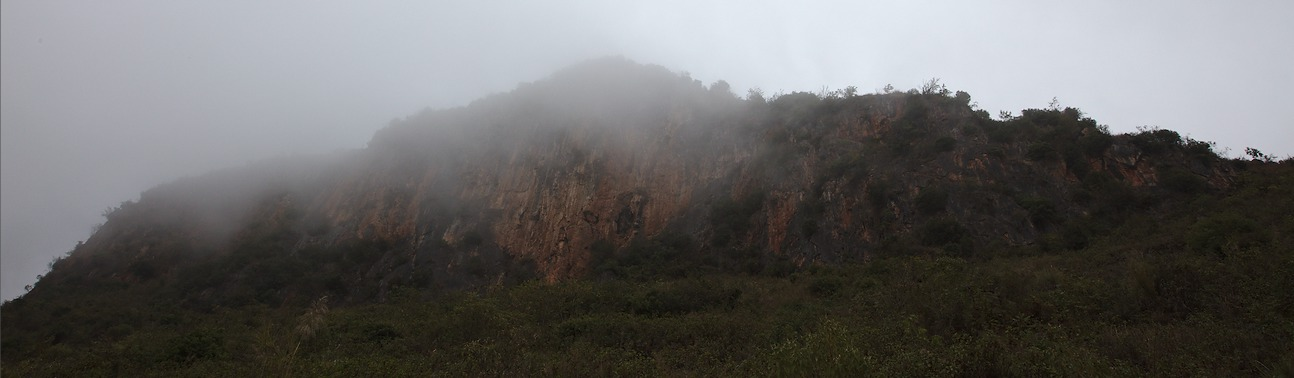
Vista general del penya-segat de Bainitang (白 泥塘), lloc de les tombes penjants del poble Ku al Comtat de Qiubei, Prefectura autònoma zhuang i miao de Wenshan, província de Yunnan, la Xina

## Filipines
Els taüts penjants es poden trobar a Sagada, província Muntanyosa, a l'illa de Luzon.

## Indonèsia
A la cova de Londa Nanggala hi ha taüts penjants i efígies funeràries de la gent de Sa'dan Toraja de les terres altes de l'illa de Cèlebes.